# Drosanthemum cereale
Drosanthemum cereale är en isörtsväxtart som beskrevs av L. Bol. Drosanthemum cereale ingår i släktet Drosanthemum och familjen isörtsväxter. Inga underarter finns listade i Catalogue of Life.